# Hol, Buskerud
Hol är en tätort i Hols kommun i Buskerud fylke i Norge. Orten ligger vid fylkesväg 50. Den utgör kommunens centralort.